# 小姓乡
小姓乡，是中华人民共和国四川省阿坝藏族羌族自治州松潘县下辖的一个乡镇级行政单位。

## 行政区划
小姓乡下辖以下地区：
埃溪村、大尔边村、新丰村、姑纳村、碑子寺村和平安村。